# Anamecia deceptrix
Anamecia deceptrix là một loài bướm đêm trong họ Noctuidae.